# Bornöstenen
Bornöstenen, eller "Runstenen på Bornö", med signum Sö 303, är en runsten i Salems socken nuvarande Salems kommun, Stockholms län.

## Placering
Runstenen står nära den gamla bruksvägen som leder till det numera försvunna säteriet Bornö vid Bornsjön, drygt tre kilometer promenad från Lundby parstuga där det finns en parkeringsplats. Området ingår i Bornsjöns naturreservat. Bornö var en stor gård men området saknar fynd från vikingatiden. Stenen står med bildsidan vänd från vägen. Det är därför trolig att stenen inte står på sin ursprungliga plats. Enligt Salems hembygdsförening kan den vara hitflyttat från närbelägna Näsby.

## Stenen
Stenens material är röd sandsten troligen från Högantorpsområdet. Den består av tre sammansatta delar, ungefär en sjättedel fattas. Höjd 1,15 m, bredd vid basen 1,17 m och 0,25 m tjock. Ristningen består av en runorm sedd i fågelperspektiv och inom ormsligan är ett på grund av skadan ofullkomligt fyrfotadjur.
År 1919 hittade folkskolläraren Alfred Vernborg i Lidebys skola den första biten och 1944 fann skogsarbetaren Karl-Erik Lindberg stenens rotända på den plats, där Bornö gårds ingång hade varit belägen. Därmed kunde fragmenten sammanfogas och inskriften uttydas. Baksidans nedre del förstärktes med en betongpågjutning. Den från runor översatta texten följer nedan:

## Inskriften
Translitterering av runraden:
kuþlauh : -et raisa ... ...(i)ʀ : þurhaʀ : uk frusta : su(n)... (s)ino : uk ainiutr : at : stiub sin
Normalisering till runsvenska:
Guðlaug [l]et ræisa [stæin æft]iʀ Þorgæiʀ ok Frosta, syn[i] sina ok Æiniutr at stiup sinn.
Översättning till nusvenska:
Gudlög lät resa (stenen efte)r Torger och Froste sina söner och Enjutr efter sin styvson

## Bilder

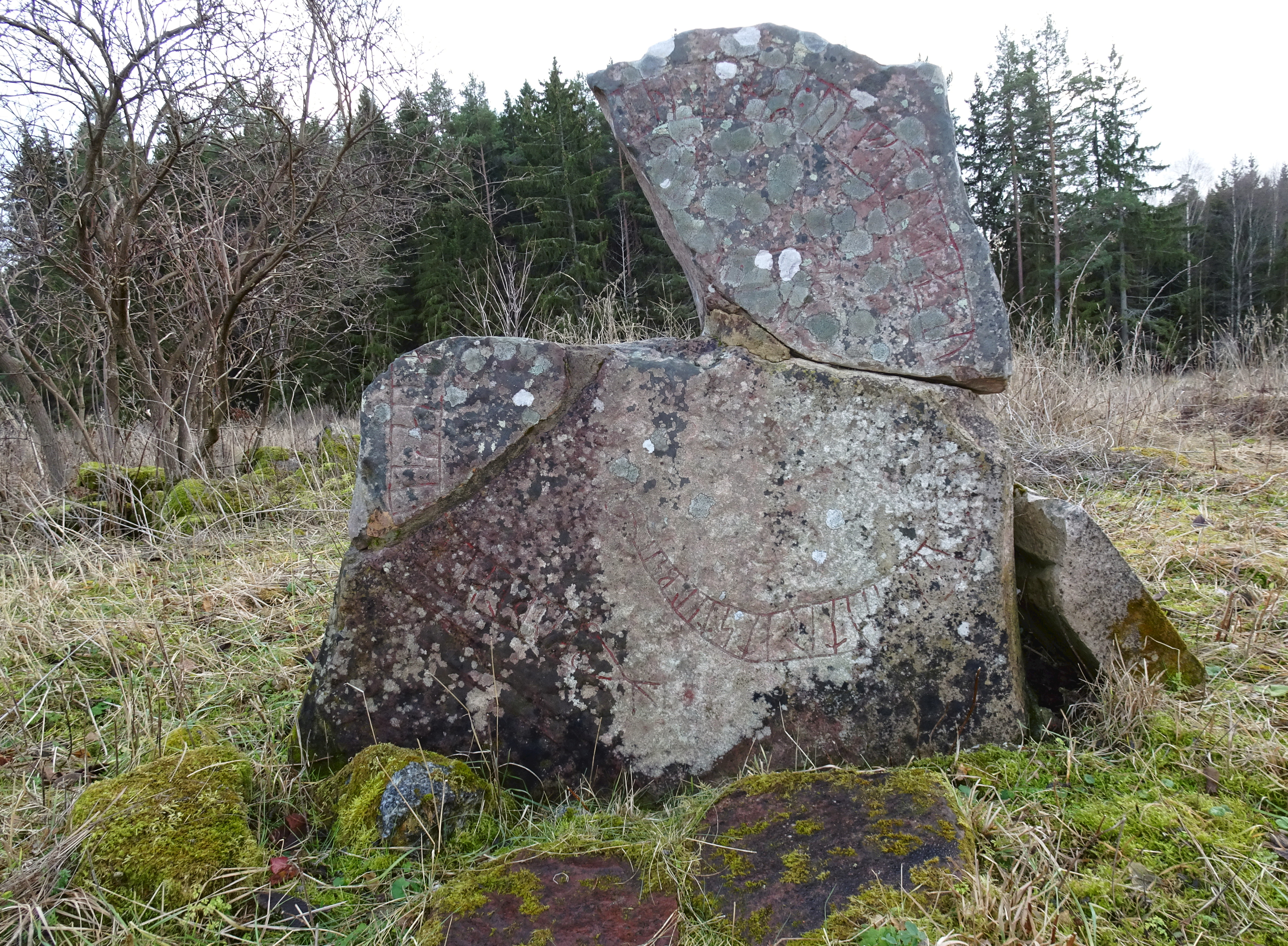
Framsidan
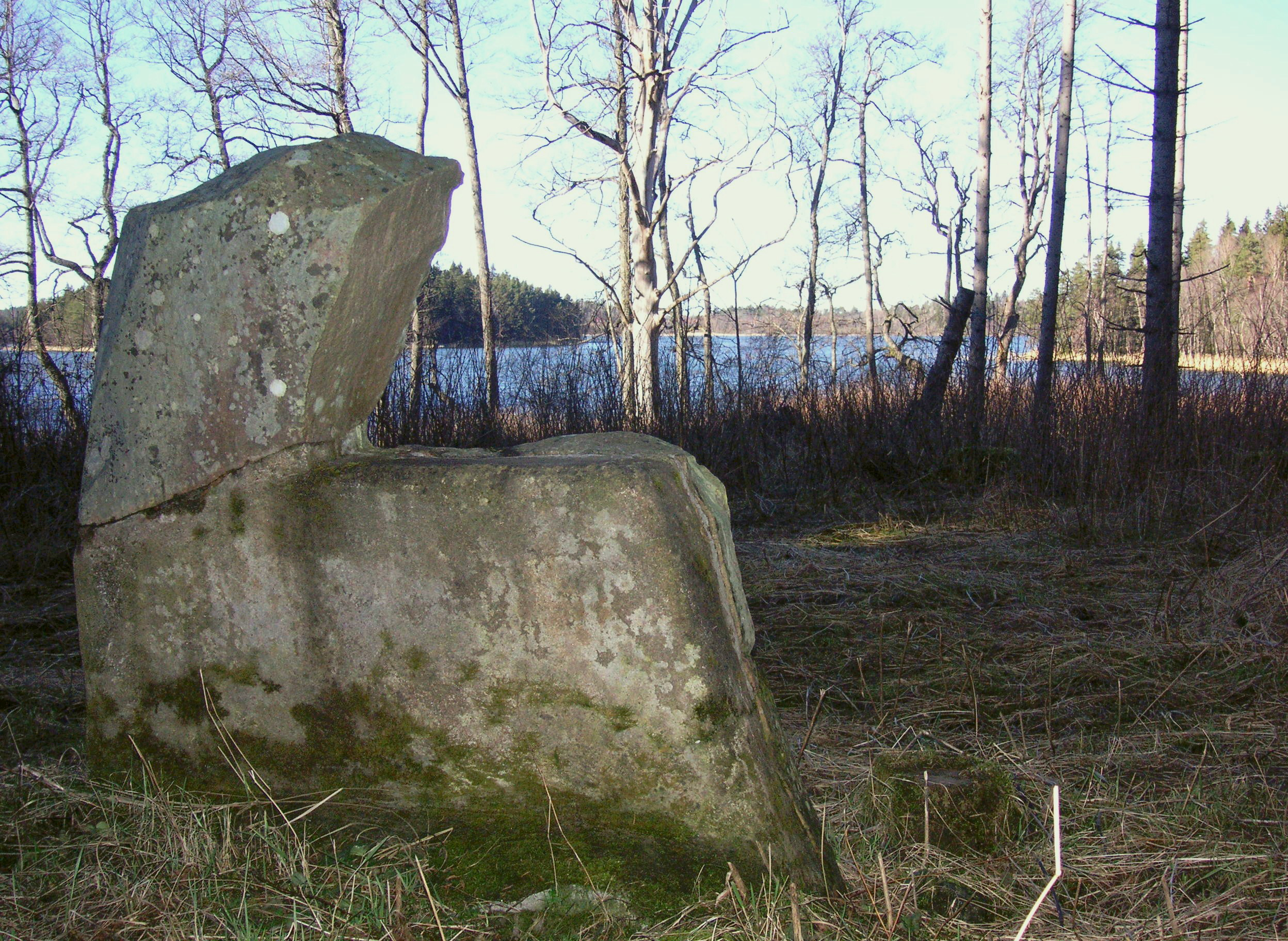
Baksidan.
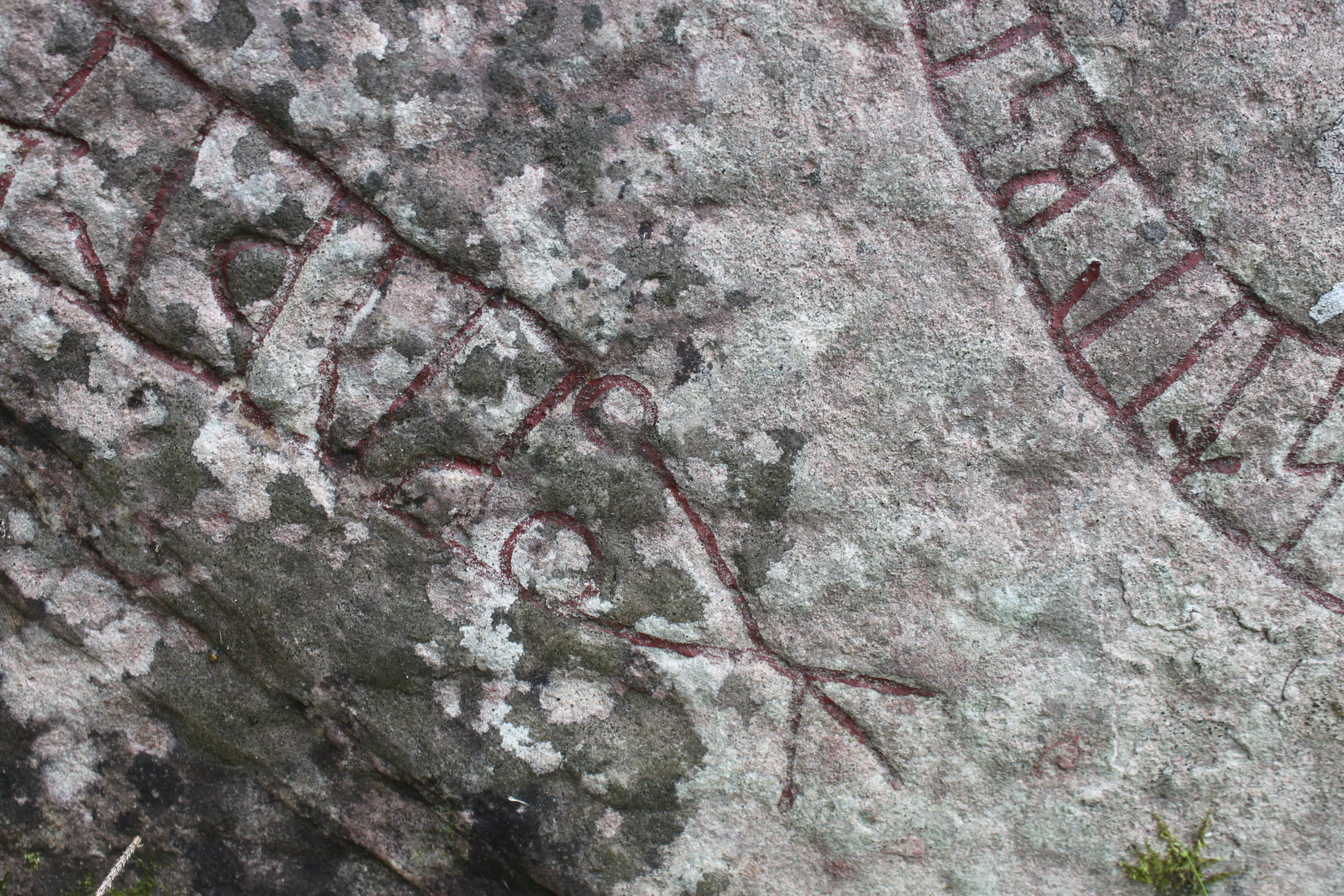
Detalj.
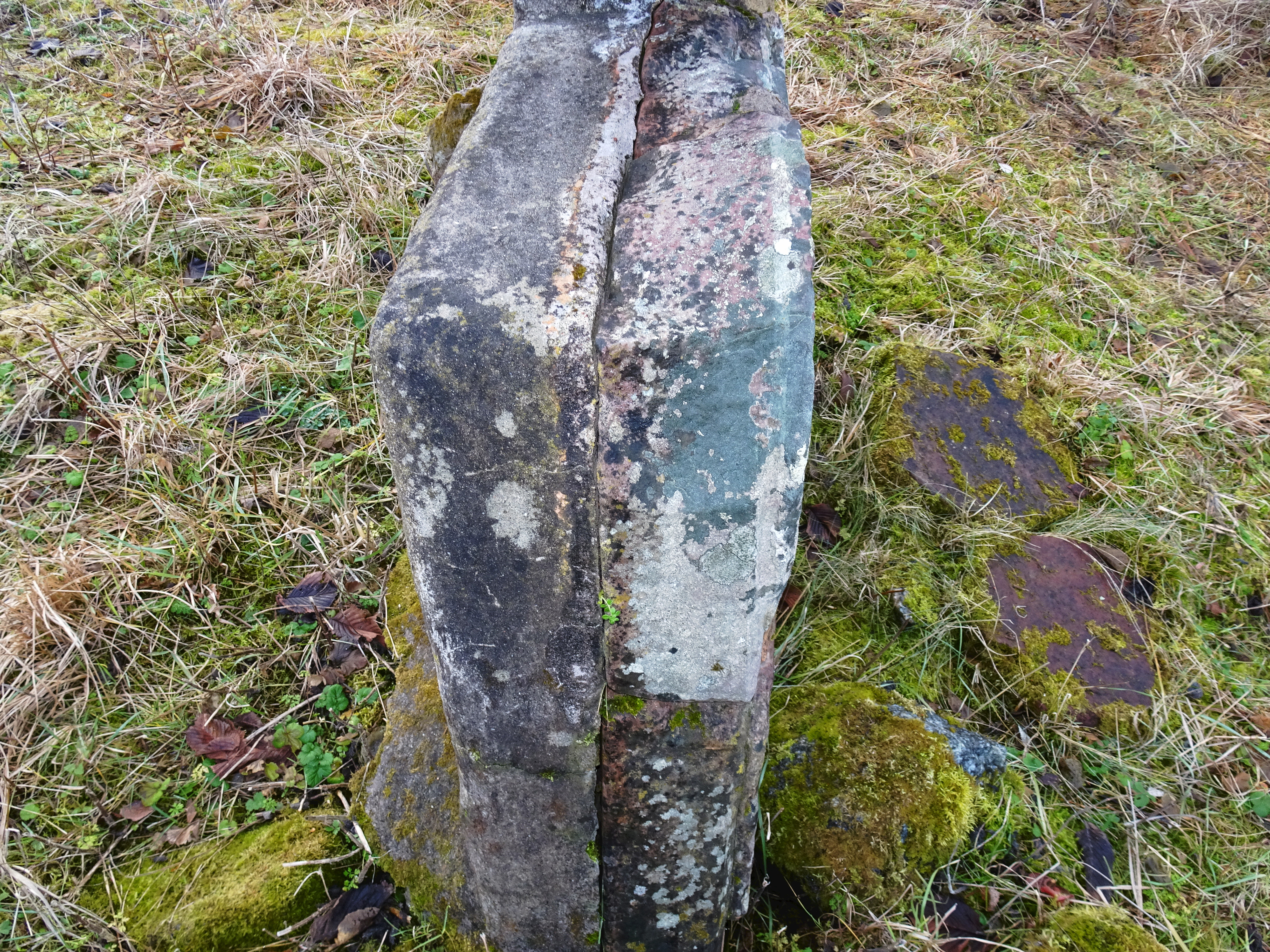
Stenen sedd från sidan med betongpågjutning till vänster.

Runristaren är okänd men ristningens teknik är densamma som på Oxelbystenen, Sö 304 i Salem. Där återfinns även samma rundjur. Att en kvinna lät resa stenen är ganska ovanligt. Ur språklig synpunkt är stenen intressant, då den bland annat innehåller ordet stiub, som betyder "styvson". Endast två andra belägg lär ha påträffats med detta ord.